# Photographies de McMinnville
Vous lisez un « article de qualité » labellisé en 2024.
Les photographies de McMinnville sont deux clichés en noir et blanc présentés comme ceux d'une soucoupe volante, pris le 11 mai 1950 par un agriculteur, Paul Trent, sur son exploitation située entre McMinnville et Sheridan, dans l'Oregon, dans le Nord-Ouest des États-Unis.
Ces photographies de ce que les spécialistes appellent un objet volant non identifié ou ovni sont parmi les plus connues du genre et ont fait l'objet de nombreux débats chez les ufologues. Les négatifs, confiés au magazine Life, sont égarés à plusieurs reprises puis finalement retrouvés en 1975 dans les locaux du News Register, un quotidien local.
Pour certains ufologues, les clichés représentent un artefact d'apparence métallique, discoïdal, de plusieurs dizaines de mètres de diamètre, situé à un kilomètre de l'objectif et se déplaçant dans le ciel du nord-est vers l'ouest, comme le relate Trent dans son récit.
Tous les scientifiques ayant examiné les tirages et les négatifs s'accordent à dire que ceux-ci n'ont pas été falsifiés ou retouchés et toutes les études et analyses scientifiques ont conclu que les clichés montrent une maquette ou un objet analogue, de petite taille, suspendu à une ligne électrique aérienne proche de l'objectif. Les analyses les plus récentes mettent en évidence l'existence, « avec une probabilité extrêmement haute, d'un fil de suspension ».
Jusqu'à sa mort survenue en 1998, Paul Trent a toujours défendu la sincérité de son récit. Son témoignage est confirmé par Evelyn, sa femme, présente à ses côtés à ce moment-là. 
Un festival consacré aux ovnis a été créé à McMinnville en 1999. Après celui de Roswell, il est le plus fréquenté des États-Unis.

## 1950: les photographies

### Témoignage

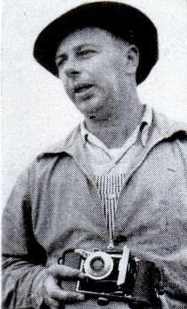
Paul Trent en 1950.

Plan de situation.

À l'époque des faits, Paul Trent, un agriculteur né en 1917,, vit avec sa femme Evelyn dans la ferme de « Bellevue », une exploitation de Sheridan située à environ 15 km au sud-ouest de McMinnville, dans l'État de l'Oregon,.
Selon son récit, le 11 mai 1950, vers 19 h 30, sa femme se trouve à l'arrière de la ferme où elle nourrit les lapins, comme elle le fait tous les jours vers la même heure. Avant de rentrer dans la maison, elle aperçoit dans le ciel un objet qui se dirige silencieusement vers la ferme depuis le nord-est. Evelyn Trent appelle son mari, alors dans la maison. Paul sort et voit l'objet puis retourne dans la maison pour prendre son appareil photo, un modèle Roamer I à soufflet fabriqué par Universal Camera ; il ressort et, placé entre sa maison et un garage, a le temps de prendre deux clichés en noir et blanc,. Dans l'intervalle, le père d'Evelyn, qui réside avec sa femme dans la maison voisine et que sa fille vient d'alerter par téléphone de l'évènement, voit disparaître l'objet en direction de l'ouest. Les deux photographies sont prises en trente secondes environ, le temps pour Trent d'actionner la manivelle de l'appareil pour engager la vue suivante et de se déplacer entre les deux clichés.
Selon les deux témoins, l'objet, d'apparence métallique (couleur argent et bronze) est en forme de disque mais ils ne peuvent en évaluer la taille. Silencieux et ne dégageant aucune fumée, il se déplace tout d'abord lentement, avant d'accélérer dans un second temps et de disparaître. Evelyn Trent indique qu'au moment où l'objet semble le plus proche d'eux, elle ressent une violente bourrasque qui manque de la renverser, ce que ne confirme pas son mari.

### Première publication
La bobine de pellicule photographique n'est entièrement utilisée que le 14 mai, à l'occasion de la fête des Mères, et les clichés sont développés ultérieurement,.
Lors d'une interview accordée en 1997 après la mort de sa femme, Paul Trent déclare que tous deux ont au départ pensé que l'objet était un appareil militaire secret, un objet expérimental de l'armée, et qu'ils ont craint que la publication de ces photos « ne leur cause des ennuis » s'ils venaient à en parler. Trent, cependant, s'en ouvre à son banquier, Frank Wortmann, et ce dernier est suffisamment intrigué pour afficher les deux clichés dans la vitrine de son agence de l'US National Bank. Un journaliste local, Bill Powell, apprend l'histoire et parvient à convaincre Paul Trent de lui confier les deux négatifs, sur lesquels il ne décèle aucune trace évidente de trucage photographique,.
Powell publie l'histoire et les photos en une de l'édition du 8 juin 1950 du quotidien local, le Telephone Register. L'histoire et les clichés sont ensuite récupérés par l'agence de presse International News Service qui en assure la publicité en les diffusant dans tout le pays. Le magazine Life publie, le 26 juin 1950, des versions recadrées des photos à partir des négatifs ainsi qu'un portrait de Paul Trent tenant son appareil photo ; l'objet est décrit comme un « chapeau de coolie chinois »,. Alors que les clichés originaux ne sont pas sans rappeler le style de ceux réalisés par la Farm Security Administration dans les années 1930, les versions retouchées suivant les normes de l'époque en matière de photographie d'ovnis, présentent des formes floutées et une ligne d'horizon restreinte décrivant partiellement la trajectoire aérienne sans que l'observateur ne puisse en restituer entièrement l'échelle.
La famille Trent avait obtenu l'assurance que les négatifs lui seraient restitués mais il n'en est rien, Life affirmant qu'ils ont été égarés. Les fermiers n'ont par ailleurs jamais réclamé de dédommagement pour leurs photos.

## Années 1960: les premières enquêtes

### National Investigations Committee On Aerial Phenomena et projet Blue Book
Dès la première moitié des années 1960, le National Investigations Committee On Aerial Phenomena (NICAP), qui a eu connaissance du dossier de McMinnville, considère que les clichés de Trent constituent des « preuves potentiellement solides » justifiant « une analyse prioritaire » ; l'étude complète des clichés par l'association ufologique américaine ne peut cependant pas aboutir compte tenu « du manque de données ou du manque de points de référence et de détails des photographies ». Le NICAP répertorie le cas observé à McMinnville parmi le type d'ovni constitué d'un disque surmonté d'une superstructure en forme de dôme, le tout semblable à un casque Brodie.
L'US Air Force, impliquée dans le cadre du projet Blue Book (1952-1969), et bien qu'elle ait interrogé le couple de fermiers en 1950, conjointement au FBI, déclare en 1965 n'avoir pas connaissance des clichés de Trent et que, de toute manière, toutes les photos d'ovnis supposés qui lui ont été soumises sont celles d'un phénomène naturel ou d'un engin conventionnel.

### Rapport de la commission Condon
En 1967, les clichés sont retrouvés dans les archives d'United Press International (UPI), une agence de presse née en 1959 de la fusion d'autres agences dont International News Service. Ils sont confiés à William Kenneth Hartmann, un astronome qui travaille au sein de la commission Condon. Ce dernier interroge le couple Trent, qui lui paraît sincère.
Dans son analyse rendue en 1968, Hartmann déclare qu'il se trouve en présence « [d'] un des rares récits d'ovni où toutes les données, qu'elles soient géométriques, physiques ou psychologiques, apparaissent cohérentes avec la présence d'un extraordinaire objet métallique en forme de disque, d'un diamètre de plusieurs dizaines de mètres et manifestement artificiel qui a survolé deux témoins [crédibles] »,,. Parmi l'ensemble des cas étudiés dans le rapport Condon, celui de McMinnville est alors l'un des seuls à être répertorié comme « difficile à expliquer de manière conventionnelle ».
L'analyse d'Hartmann exclut l'hypothèse de la falsification du négatif, par exemple au moyen d'une surimpression. Elle n'exclut pas formellement le recours à une maquette suspendue, mais l'analyse photométrique suggère que l'objet était situé à grande distance de l'objectif et que, par conséquent, les photographies figurent bien ce que les témoins déclarent avoir vu,. 
Après cette analyse, les négatifs retournent à l'UPI. En 1970, Trent demande à Philip Bladine, rédacteur en chef du News Register, successeur du Telephone Register, que les négatifs lui soient rendus, puisqu'ils ne lui avaient jamais été officiellement achetés. Bladine les réclame à l'UPI. Ils sont bien restitués au journal, mais ce dernier n'en informe pas Trent.

## Années 1970 et 1980: des études aux conclusions contradictoires

### Analyse de Bruce Maccabee en faveur d'un phénomène aérospatial non identifié
En 1975, les négatifs sont retrouvés dans les locaux du News Register par Bruce Maccabee, un ufologue et physicien américain, spécialisé en optique. Il questionne à plusieurs reprises Evelyn Trent, se livre à sa propre analyse et restitue ensuite les négatifs à Trent ; il utilise les mêmes méthodes que celles employées par Hartmann. Il publie en 1976, dans le cadre d'une conférence sur les ovnis, une première version de son étude,, qu'il complète en 2000 pour répondre aux objections de ses détracteurs.
Maccabee conclut que les photos ne sont pas truquées et qu'elles représentent un objet physique réel se trouvant dans le ciel au-dessus de la ferme de Trent. Selon l'ufologue qui se base surtout sur la luminosité d'éléments de l'environnement comparée à celle de la face inférieure de l'objet, ce dernier est de grande taille et se trouve à une distance estimée à un kilomètre ; il n'est pas parfaitement circulaire et une protubérance, qui n'occupe pas son centre, le surmonte. Jerome Clark, du J. Allen Hynek Center for UFO Studies (JAHCUS), qui a également enquêté sur le dossier de McMinnville, se rapproche des conclusions de Maccabee, mettant en avant que les photographies « ne représentaient pas des lumières nébuleuses mais un aéronef à structure artificielle »,.
Maccabee indique ne trouver aucune trace d'un éventuel fil de suspension accroché à la ligne électrique aérienne reliant l'habitation des Trent à un garage et qui maintiendrait une maquette au-dessus du sol. D'autre part, selon lui, la comparaison des lignes de fuite sur les deux photos prouve que l'objet se trouvait bien en arrière de ces câbles électriques. Il souligne que la mauvaise appréciation des distances et des dimensions ne peut être due, comme cela a été évoqué, à un nettoyage imparfait de l'objectif de l'appareil photo qui fausserait les paramètres optiques et les calculs.

### Analyses démontrant une mise en scène
En 1977, l'astrophysicien Claude Poher analyse les études de Maccabee dans le cadre des premiers travaux du Groupe d'études des phénomènes aérospatiaux non identifiés (GEPAN) ; il en conclut que, sur les photographies 1 et 2, l'objet est exactement à la même place mais que seul l'angle de prise de vue a changé car Trent s'est déplacé entre les deux prises, ce qui accrédite l'hypothèse d'une maquette fixe suspendue à des fils.
En 1980, l'astronome Robert Sheaffer et le journaliste Philip J. Klass, connus pour être sceptiques quant à l'existence des ovnis,, arrivent à la conclusion que les photos ne représentent pas un ovni et que l'histoire tout entière est un canular. Ils relèvent tout d'abord que l'ombre du garage situé à gauche sur les photos prouve que les clichés ont été pris dans la matinée et non en fin d'après-midi comme Trent le prétend, : si ce dernier a menti au sujet de l'heure, il a pu également mentir sur d'autres points et tout son témoignage devient par conséquent suspect. En réponse à ses contradicteurs, Maccabee indique que le temps couvert et les nuages ont pu créer sur les bâtiments des ombres parasites et que, d'autre part, Trent n'avait aucune raison de mentir sur l'heure de l'observation,. Klass indique par ailleurs qu'Evelyn Trent a affirmé avoir déjà vu à trois reprises des ovnis avant cette date ; ce témoignage serait paru dans un article du Portand Oregonian du 10 juin 1950, ; aucune information ne semble disponible au sujet de ces observations et Klass s'étonne que Maccabee, qui a plusieurs fois interrogé Evelyn Trent, n'ait pas cherché à approfondir ce point.
Dans son analyse préliminaire, Sheaffer relève qu'au moment des prises de vues l'appareil photographique se trouvait près du sol, comme si Trent était agenouillé, position surprenante pour quelqu'un qui veut photographier un objet dans le ciel. Une analyse ultérieure le convainc que l'objet est de petite taille, peut-être une maquette suspendue aux lignes électriques visibles en haut des photos. Cet objet peut aussi être, selon lui, un modèle très répandu à l'époque de rétroviseur extérieur d'automobile, ce qui expliquerait pourquoi la protubérance surmontant l'objet n'est pas centrée. Klass, pour sa part, relève certaines contradictions dans les déclarations des époux Trent dont la version du récit change au fil des ans (lieu où ils se trouvaient au début de l'observation, emplacement où était rangé l'appareil photo) et estime en outre singulier qu'ils aient attendu plusieurs semaines avant de développer la pellicule. Il conclut que Trent a inventé l'histoire.
Sheaffer fait parvenir ses conclusions à Hartmann. À leur lecture, ce dernier revient sur ses déclarations du rapport Condon.
Selon l'ufologue sceptique Tim Printy, le désintéressement financier n'est pas une preuve de la sincérité de Trent, celui-ci ayant pu être guidé par un désir de notoriété, pourtant contredit par son comportement.

## 2013: la mise en œuvre du logiciel IPACO
En 2013, trois chercheurs, les Français Antoine Cousyn et François Louange et le Britannique Geoff Quick, réexaminent les photos de Trent au moyen du logiciel IPACO. Ce logiciel, qui utilise les techniques du renseignement militaire, a été développé spécialement pour l'analyse et l'étude des phénomènes aérospatiaux non identifiés.

### Première étude
Les scientifiques arrivent à la conclusion que la géométrie du modèle présenté sur les photos est compatible avec celle d'un petit objet placé près de l'objectif et potentiellement suspendu par un fil transparent (par exemple un fil à pêche en nylon) aux lignes électriques. Ces conclusions sont malgré tout rejetées par Bruce Maccabee qui conteste l'analyse par IPACO et réaffirme ses précédentes conclusions : il n'y a aucun fil de suspension et l'objet n'est pas une maquette. En 2015, Sheaffer répond aux affirmations de Maccabee en citant l'analyse d'un chercheur américain, Jay J. Walter, qui a, selon ses dires, relevé les traces d'un fil au-dessus de l'objet.
Sheaffer affirme que les analyses les plus récentes démontrent que les photos de Trent ne représentent pas un ovni, reconnaissant toutefois qu'il serait bon, pour mettre fin aux débats contradictoires, que ces affirmations soient confirmées par d'autres chercheurs qui utiliseraient des scanners à haute résolution à partir des négatifs ou des premières photos publiées.

### Étude complémentaire

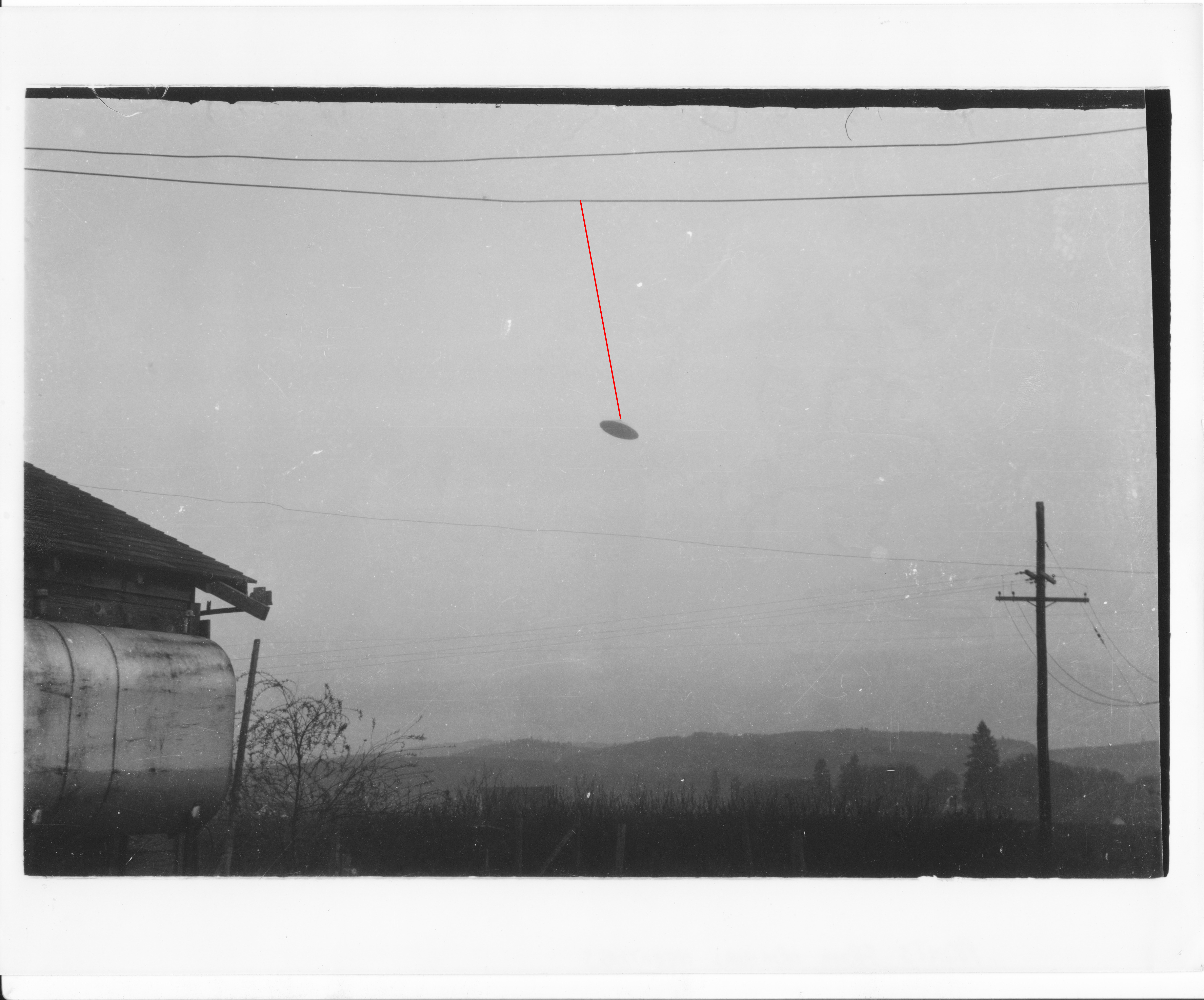
Photo no 1 visualisant le fil de suspension.

Une amélioration d'un module du logiciel IPACO conforte l'équipe dans ses conclusions ; elle montre que les pixels de la photo situés à l'emplacement potentiel de ce fil, et notamment au voisinage de l'objet, apparaissent plus sombres que le fond du ciel, même si la différence n'est pas sensible à l'œil nu, preuve, selon les chercheurs, de l'existence d'un obstacle à la lumière ; elle permet même d'estimer l'angle du fil de suspension par rapport à la verticale (de l'ordre d'une dizaine de degrés) en raison du vent.
Les chercheurs développent deux autres arguments à l'appui de leur thèse. Sur une photo prise un mois plus tard au même endroit par le photographe de Life, le fil électrique inférieur reliant la maison au garage se trouve dans une position un peu plus haute au niveau de l'objet, comme s'il était soulagé du poids de la maquette alors que le fil supérieur a conservé la même tension. En outre, les lignes de visée des photos 1 et 2 se croisent à l'aplomb des fils électriques ou à proximité : l'objet photographié pouvait être presque immobile, seulement soumis au balancement du vent. Les informations météorologiques, recueillies par Maccabee dans les archives des météorologues, signalent d'ailleurs l'existence d'un léger vent soufflant vers l'est ou le nord-est, soit sensiblement de la gauche vers la droite sur les clichés, à une vitesse d'environ 4,5 m/s.

### Conclusions

#### Une maquette suspendue
Les résultats de ces deux études qui affirment l'existence d'un dispositif de suspension sont détaillés en novembre 2014 dans le magazine Ufomania ; Didier Gomez, responsable de la publication de ce trimestriel ufologique, synthétise et commente cette publication.
Selon les auteurs de ces travaux, le modèle réduit (d'une taille estimée à 12 cm) serait suspendu à 70 cm au-dessous du fil électrique inférieur, à une distance d’environ 4,60 m de l’objectif.

#### Obstination des ufologues
Cependant, Bruce Maccabee et l'ufologue Brad Sparks s'obstinent à contester les résultats scientifiques, la méthode employée et les résultats obtenus, aussi bien pour l'analyse initiale que pour l'étude complémentaire. Sparks évoque même, sans la moindre preuve, une falsification des données chiffrées brutes et des incohérences dans les conclusions.

## Postérité

### Paul et Evelyn Trent
Evelyn Trent meurt en 1997 et son époux Paul le 13 février de l'année suivante ; ils avaient quitté leur ferme pour une maison de retraite à McMinnville. Jusqu'au bout, ils soutiennent la véracité de leur récit et l'authenticité de leurs clichés sans jamais, toutefois, chercher à évoquer spontanément cet épisode à moins d'être questionnés. Ils ne recherchent pas une quelconque publicité autour de cet événement et ne manifestent aucun intérêt particulier pour l'ufologie en général. Selon la revue Popular Mechanics, dans un article publié en juillet 1998, malgré l'analyse approfondie faite par les sceptiques, ceux-ci n'ont « rien trouvé qui mette en doute l'intégrité des Trent ni aucun intérêt financier chez eux à fabriquer de fausses photos d'ovnis ».

### Des photographies qui ont fait couler beaucoup d'encre
Les photographies de McMinnville sont sans doute les premières du genre à avoir été étudiées de manière aussi approfondie et à avoir suscité de telles controverses dans la communauté scientifique. Au XXIe siècle, le débat au sujet de leur interprétation n'est pas clos ; partisans et adversaires de la thèse d'un objet volant non identifié continuent à produire des études contradictoires. Certains vont même plus loin en réinterprétant les travaux déjà effectués ; c'est ainsi qu'en 2021 Warren Agius, dans son ouvrage Evidence of Extraterrestrials, affirme que l'objet de McMinnville était bien un « objet volant interplanétaire » ; il ne cite que des sources favorables à cette thèse (le rapport Condon mais surtout Bruce Maccabee). Pourtant, celles-ci ont certes conclu à la réalité de l'objet photographié mais ne se sont pas prononcées sur sa nature exacte et les Trent eux-mêmes n'ont jamais émis l'hypothèse d'un vaisseau extraterrestre,,. Quoi qu'il en soit, les photographies de McMinnville confortent dans l'opinion publique l'image de vaisseaux extraterrestres en forme de « soucoupe volante », l'expression imagée étant apparue en 1947, trois ans avant McMinnville, à la suite du témoignage de Kenneth Arnold.

### La photo du disque volant de Rouen
| Image externe |                                                  |
|               | La photo de Rouen sur ufologie.patrickgross.org. |

En mars 1954 (ou 1957) un ovni est réputé être photographié au-dessus de Rouen par un pilote anonyme ; aucun élément du décor dans lequel il évolue n'est visible sur la photo, qui montre l'objet en cadrage serré ; sa forme est très semblable à celle constatée à McMinnville,. Un article, intitulé Something in the sky et paru en juillet 1957 dans la Royal Air Force Flying Review, est la seule publication évoquant cette observation. Deux interprétations sont livrées : un ovni appartenant à la même « famille », ou un faux qui réutilise la photo no 2 de McMinnville recadrée et distordue,.
Plusieurs décennies après les faits, le cas de McMinnville continue à susciter la curiosité et l'intérêt du public, au-delà des études scientifiques ; les photos sont abondamment reprises et publiées. Ainsi, le magazine Time consacre la page de couverture de son édition du 3 mai 2010 à l'évocation du 60e anniversaire des photos.

### L'UFO Festival de McMinnville

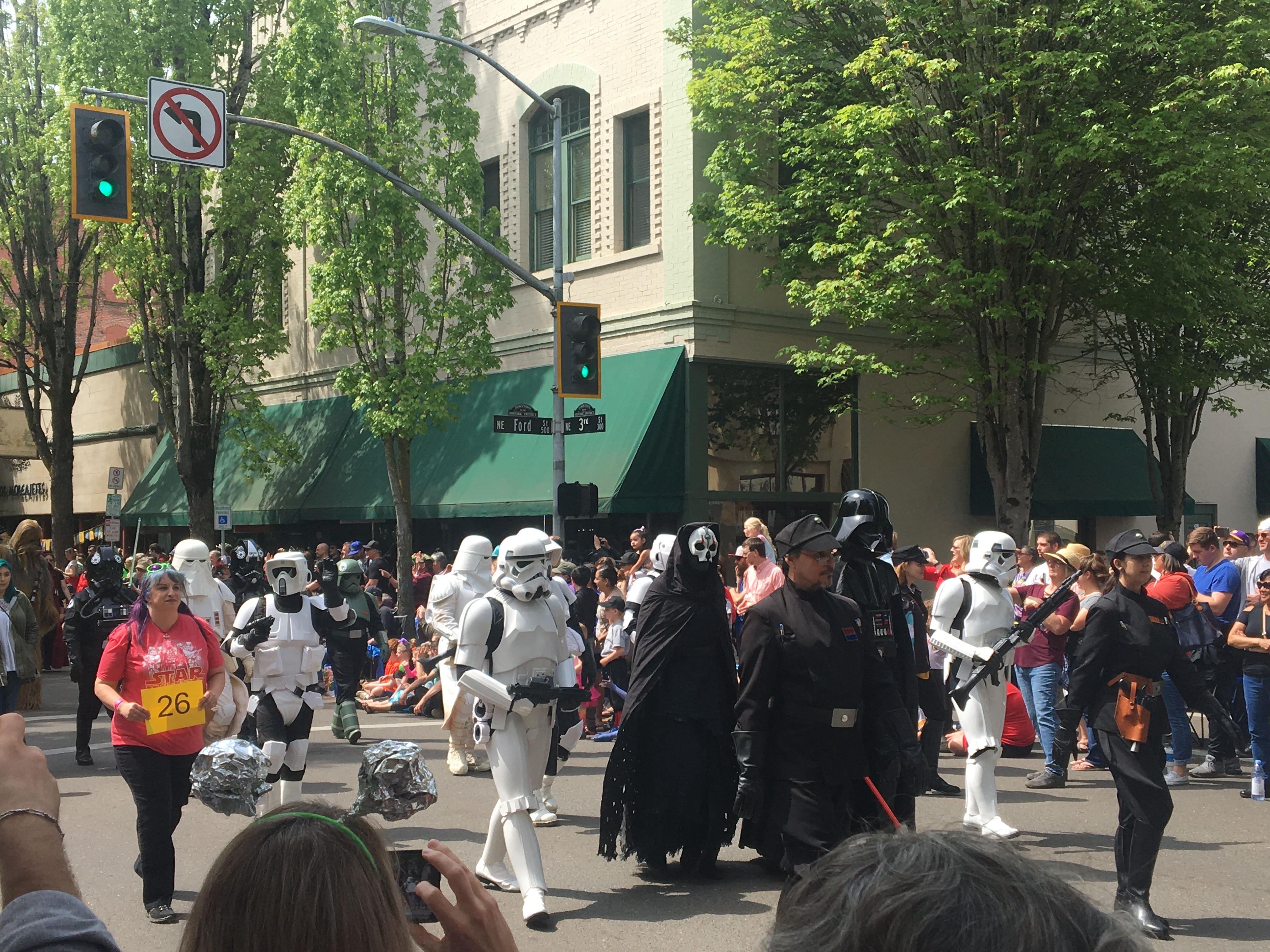
UFO Festival de McMinnville 2018.

L'intérêt suscité autour de ces clichés, parmi les plus médiatisés des photos censées représenter des ovnis, suscite en 1999, un an après la mort de Paul Trent, une cérémonie à sa mémoire et à celle de son épouse, célébrée dans un hôtel de McMinnville.
L'année suivante, cinquante ans après les photos de Trent, l'hommage évolue vers une forme plus organisée et plus commerciale : l'« UFO Festival », initié par la chaîne d'établissements hôteliers et brassicoles McMemains (en), est créé,. Ce festival, qui se déroule sur un week-end du mois de mai, prend de l'ampleur au fil des ans ; à son programme figurent des conférences, des débats et des projections de films, une parade et un concours de déguisements, mais il accueille aussi des vendeurs d'objets liés aux ovnis et à McMinnville. Il devient aux États-Unis le deuxième événement national consacré à cette thématique derrière celui de Roswell et rassemble des milliers de visiteurs,.